# Hikaru Sulu

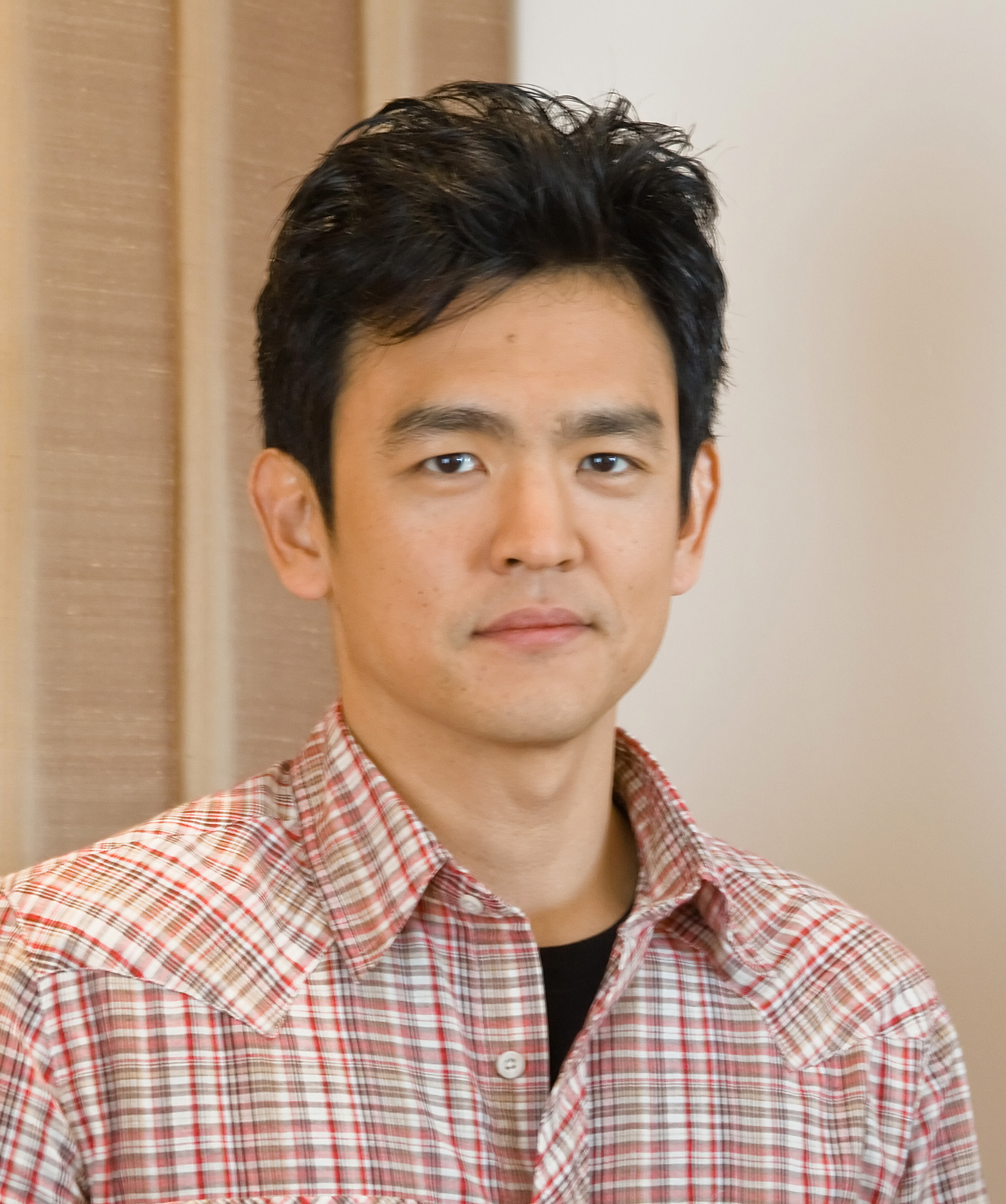
John Cho, druhý představitel Hikaru Sulua

Hikaru Sulu je fiktivní postava ze sci-fi světa Star Treku. Působí především ve funkci kormidelníka hvězdné lodi USS Enterprise.
Prvním představitelem Hikaru Sulua byl George Takei, který jej hrál v původním seriálu Star Trek (1966–1969). Roli si zopakoval i ve stejnojmenné animovaném seriálu z let 1973–1974 a v následujících šesti hraných celovečerních snímcích (do roku 1991). V roce 1996 hostoval také v díle „Vzpomínka“ seriálu Star Trek: Vesmírná loď Voyager. V rebootové filmové sérii hraje Sulua od roku 2009 John Cho.

## Životopis
Hikaru Sulu se narodil v San Franciscu, je japonského původu. Po přiřazení na loď Enterprise setrvával ve funkci kormidelníka a ovládal lodní phasery a fotonová torpéda.
Po dobu první řady seriálu Star Trek s ním pracovali na těchto pozicích různé postavy, až od druhé řady se na místě jeho kolegy usadil na delší dobu Pavel Čechov. V animovaném seriálu Star Trek je Sulu opět bez Čechova.
Postupně, během celého seriálu se vypracovával z nepříliš významné postavy až po dočasného velitele lodi, když byl kapitán James Kirk, první důstojník Spock i druhý důstojník Montgomery Scott mimo Enterprise. Později byl Sulu povýšen na komandéra a následně se stal kapitánem a byla mu přidělena loď Excelsior.
Sulu má mnoho koníčků. Počínaje šermem, přes botaniku, gymnastiku až po sběratelství historických zbraní. Ve filmu Star Trek: Generace pak vystupuje jeho dcera Demora Sulu v roli kormidelníka Enterprise-B.

## Vývoj postavy
Gene Roddenberry, tvůrce Star Treku, chtěl mít v posádce zástupce asijských národů jako symbol míru, který v budoucnosti na Zemi panuje, ale nechtěl žádný konkrétní národ. Když vymýšlel jméno, které by nebylo typické pro jednu asijskou zemi, objevil na mapě Suluské moře. Pomyslel si: „To je přece moře, které se dotýká všech tamních břehů,“ a tak vzniklo jméno Sulu.